# Fiorentina Basket
O Fiorentina Basket S.D.a R.L., conhecido também como All Food Fiorentina Basket Firenze por motivos de patrocinadores, é um clube de basquetebol baseado em Florença, Itália que atualmente disputa a Série B, relativa à terceira divisão italiana.</ref> Manda seus jogos no Palazzetto San Marcellino.

## Histórico de Temporadas
| Temporada | Nível | Liga    | Pos. | J     | PL  | Resultado       |
| --------- | ----- | ------- | ---- | ----- | --- | --------------- |
| 2015-16   | 3     | Serie B | 12   | 11-19 |     |                 |
| 2016-17   | 3     | Serie B | 4    | 12-18 | 0-3 | SemifinaisGr. A |
| 2017-18   | 3     | Serie B | 2    | 25-5  | 3-5 | FinalistaGr. A  |
| 2018-19   | 3     | Serie B | 3    | 21-9  | 2-4 | SemifinaisGr. A |

fonte:eurobasket.com